# Santiago Carro García
Santiago Carro García (Santiago de Compostela, 1889 - Madrid el 24 de noviembre de 1966) fue un médico español.

## Trayectoria
Estudió el bachillerato en el Instituto de Santiago (1905), y  Medicina en la Universidad de Santiago de Compostela (1912)Siendo estudiante colaboró en la revista Galicia, con artículos sobre reforestaciones, pesca en Galicia, la Exposición Regional de 1909 y las fiestas del Apóstol Santiago. Perteneció al Grupo Esperantista de Santiago, formando parte de la directiva desde 1906, fue nombrado "cónsul esperantista" en la ciudad  y en 1908 publicó El idioma internacional y el esperanto (El Eco de Santiago).
Fue asistente de Fisiología e Higiene en su facultad. Se especializó en gastroenterología en el Instituto Rubio, y se doctoró en la Universidad de Madrid (1914) con la tesis Contribución al estudio de la atonía y dilatación atónica del estómago. Se especializó en cánceres gástricos e intestinales, hernias diafragmáticas y nutrición humana.
En 1917 publicó Regímenes alimenticios de las enfermedades del aparato digestivo y de la nutrición,  premiada por la Real Academia Nacional de Medicina. En 1934 ingresó a esta academia, con el discurso El dolor gástrico en las enfermedades extragástricas. En 1929 participó en el I Congreso Médico de Galicia (A Coruña), donde presentó las ponencias "Úlcera duodenal latente" y  "Ptosis intestinal". Fue miembro del Seminario de Estudios Gallegos .
Colaboró en la Revista Iberoamericana de Ciencias Médicas, en España Médica y en la Revista Médica Galicia. Fue fundador de la Revista de Higiene y Sanidad Pública, miembro del comité directivo de la Gaceta Médica Española y de la Revista Española de Enfermedades del Aparato Digestivo y de la Nutrición, y editor de la revista Medicina.
Fue secretario general del Colegio Oficial de Médicos de Madrid y de la Academia Médica y Quirúrgica Española, y presidió la Sociedad Española de Patología Digestiva y Nutrición desde 1940. En 1945 recibió la Orden Civil de Alfonso X, y en 1952 fue nombrado procurador en Cortes.